# Abu Ali Mustafa
Abu Ali Mustafa (Arraba, 1938 - Ramallah, 27 de Agosto de 2001), nome de guerra de Mustafa al-Zibri, foi um nacionalista palestino, um dos fundadores e secretário-geral da Frente Popular para a Libertação da Palestina (FPLP), uma facção da Organização para a Libertação da Palestina (OLP). Reconhecidamente, utilizou-se de sua vida em defesa da causa palestina e pela luta dos direitos do povo palestino.
Aos seus 17 anos, em 1955, juntou-se ao Movimento Nacional Árabe, na Jordânia, em confronto aberto com o governo do país em função da cooperação deste com os colonizadores britânicos que dominavam seu país, à época. Em 1957, com a proibição de todos os partidos políticos em seu país, Abu Ali foi sentenciado por uma corte militar à prisão por 5 anos, encarcerado por esse período na prisão East Jordan. Após sua libertação, em 1961, prosseguiu trabalhando ativamente no Movimento Nacional Árabe, tornando-se responsável pelo Distrito Norte da Cisjordânia.

## Frente Popular para a Libertação da Palestina
Após a guerra de 1967 e a derrota da Palestina, Mustafa se juntou à Frente Popular pela Libertação da Palestina, atuando juntamente ao Dr. George Abash. Pela Frente, liderou os primeiros comandos pelo Rio Jordão e organizou pela primeira vez uma nova forma de atuação na guerrilha: os corpos subterrâneos da FPLP. Enquanto isso, as autoridades israelenses seguiram em busca de Abu Ali, sem sucesso, enquanto atuava na Cisjordânia. Após alguns meses, ele consegue retornar à Jordânia.
Além de sua atuação no Distrito Norte da Cisjordânia, Mustafa se tornou o Comandante-Chefe das forças militares da Frente Popular pela Libertação da Palestina, atuando em importantes frentes, incluindo as batalhas que envolveram o Setembro Negro. A atuação da FPLP foi intensa, através da luta aramada, sua estratégia era chamar a atenção do mundo para a causa da Palestina e os direitos de seu povo. Uma das mais importantes ações de resistência da Frente foi o sequestro e explosão de quatro aeronaves e sua posterior explosão (depois de libertar-se os passageiros). As atenções do mundo ocidental, assim, inevitavelmente, voltam-se para a FPLP e a causa palestina. 
Após os confrontos com as forças armadas da Jordânia no conhecido episódio do "Setembro Negro", em 1970, Abu Ali passou a direcionar as atuações da Frente a partir do Líbano. Em 1972, com a Terceira Conferência da FPLP, foi eleito deputado adjunto ao Secretário-Geral, Habash. Já em 1982, o Líbano foi invadido pelo Estado de Israel, obrigando a mudança de Mustafa e outros membros da FPLP para a Síria. Enquanto residia na Síria, ele resistiu às tentativas do governo sírio de controlar a Frente, tendo que se realocar temporariamente no Iraque. Entre 1987 e 1991, Abu Ali também foi membro do Comitê Executivo da Organização para a Libertação Palestina (PLO).
Através de articulações e negociações das autoridades palestinas, Mustafa recebeu permissão, em 1999, para retornar à Palestina. Em troca, este promete às autoridades israelenses refrear as atividades da FPLP. A Sexta Conferência da FPLP ocorreu em julho de 2000, quando Abu Ali Mustafa foi eleito Secretário-Geral. Mustafa atuou na defesa de uma solução para os conflitos entre Palestina e Israel, que consistia na construção de um Estado único, que abrigasse direitos iguais para palestinos e judeus.
Mustafa também se posicionou contundentemente contrário aos acordos de Oslo, além de defender veementemente o direito dos palestinos diaspóricos à retornar para sua terra.
Abu Ali Mustafa afirmou publicamente que: "nós acreditamos que o povo palestino, tanto da diáspora quanto sob ocupação, tem o direito de lutar se utilizando de todos os meios, incluindo a luta armada, pois acreditamos que o conflito é a constante, enquanto os meios e as táticas são as variáveis.". Em função da ideologia de confronto contra as forças de ocupação israelenses, com estratégias de terrorismo e luta armada, a Frente Popular para a Libertação da Palestina foi listada pelo governo norte-americano como uma "organização terrorista"

## Morte
Em 27 de agosto de 2001, um helicóptero bélico fabricado nos Estados Unidos, componente da Força Aérea Israelense, atirou dois mísseis contra o escritório de Abu Ali Mustafa, explodindo o local e assassinando-o. Mustafa foi um dos muitos líderes da causa palestina assassinado pelas forças israelenses. 